# 조광 (가야)
조광(趙匡)은 금관가야의 종점감(宗正監)이다. 마품왕의 부인인 호구부인은 그의 손녀이다. 전설에 따르면 48년 허황옥이 인도에서 금관가야로 건너올 때 그녀의 시종으로 함께 건너왔다.

## 가족
- 문신 : 조광(趙匡)
- 부인 : 모량(慕良)
  - 손녀 : 호구부인(好仇夫人)